# Fenneropenaeus silasi
Fenneropenaeus silasi är en kräftdjursart som beskrevs av Muthu och Motoh 1979. Fenneropenaeus silasi ingår i släktet Fenneropenaeus och familjen Penaeidae. Inga underarter finns listade i Catalogue of Life.